# 大岡忠相
大岡忠相（日语：／ Ōoka Tadasuke，1677年—1752年2月3日）是日本江戶時代中期的幕臣、大名。通稱求馬、市十郎、忠右衛門。名為忠義、後改為忠相。官位為從五位下能登守，後轉任越前守。大岡忠世家當主，西大平藩初代藩主。出身於旗本大岡忠吉家，父親是美濃守大岡忠高，母親是北條氏重之女。忠相的子孫世代繼承西大平藩直至明治維新。
擔任町奉行時輔佐八代將軍德川吉宗推動享保改革，除了江戶的行政之外，再加上評定所及地方御用、寺社奉行等。身為越前守以及在「大岡政談」和時代劇中深植人心的名奉行形象，現在以「大岡越前」之名廣為人知。

## 登場作品
影視劇
- 大岡政談（1966年、NHK、演：尾上松綠（日语：尾上松緑 (2代目)））
- 大奧（1968年、KTV、演：安井昌二）
- 大岡越前（日语：大岡越前 (テレビドラマ)）（1970年、TBS、演：加藤剛）
- 男人的氣魄（日语：男は度胸）（1970年、NHK、演：米倉齊加年（日语：米倉斉加年））
- 池田大助捕物日記（日语：池田大助捕物日記）（1974年、KTV、演：田村高廣）
- 暴坊將軍（1978年、ANB、演：橫內正（日语：横内正））
- 大岡政談（1983年、CX、演：丹波哲郎）
- 大奧（1983年、KTV、演：本鄉功次郎）
- 心如死灰（日语：乾いて候#1983年版）（1983年、CX、演：中山仁）
- 心如死灰（日语：乾いて候#連続ドラマ版）（1984年、CX、演：田村亮）
- 弐十手物語（1984年、CX、演：萬屋錦之介）
- 德川風雲錄 御三家的野望（日语：徳川風雲録 御三家の野望）（1986年、TX、演：山本学）
- 大岡政談（1987年、ANB、演：西鄉輝彥）
- 丹下左膳（1990年、ANB、演：橋爪功）
- 八代將軍吉宗（1995年、NHK大河劇、演：瀧田榮（日语：滝田栄））
- 痛快大名德川宗春（1996年、TVA、演：西岡德馬（日语：西岡徳馬））
- 炎之奉行 大岡越前守（日语：炎の奉行 大岡越前守）（1997年、TX、演：市川海老藏 → 市川團十郎（日语：市川團十郎 (12代目)））
- 挑戰米將軍・吉宗的男人（1998年、TVO、演：勝部演之）
- 丹下左膳（2004年、NTV、演：西田敏行）
- 鼠小僧（2004年、松竹、演：坂東三津五郎（日语：坂東三津五郎 (10代目)））
- 名奉行! 大岡越前（日语：名奉行! 大岡越前）（2005年、EX、演：北大路欣也）
- 暴坊將軍（2008年、EX、演：大和田伸也）
- 德川風雲錄：八代將軍吉宗（日语：徳川風雲録 八代将軍吉宗）（2008年、TX、演：石黑賢）
- 大奥（2010年、松竹、演：板谷由夏）
- 大岡越前（日语：大岡越前 (2013年のテレビドラマ)）（2013年、NHK-BS、演：東山紀之）
- 超高速！參勤交代歸來（2016年、松竹、演：古田新太）
- 紀州藩主 徳川吉宗（2019年、BS朝日、演：渡邊大（日语：渡辺大））
- 大奥 最終章（日语：大奥 (フジテレビの時代劇)#2019年版『大奥 最終章』）（2019年、CX、演：葛山信吾）

漫畫
- 大奥（白泉社、吉永史作）
- 心如死灰（日语：乾いて候）（雙葉社、小池一夫（日语：小池一夫）作・小島剛夕畫）
- 盜雲暫平（日语：雲盗り暫平）（LEED社（日语：リイド社）、齋藤隆夫作）